# العلاقات الأوغندية الكندية
العلاقات الأوغندية الكندية هي العلاقات الثنائية التي تجمع بين أوغندا وكندا.

## مقارنة بين البلدين
هذه مقارنة عامة ومرجعية للدولتين:
| وجه المقارنة                                              | أوغندا                        | كندا                     |
| --------------------------------------------------------- | ----------------------------- | ------------------------ |
| المساحة (كم2)                                             | 241.04 ألف                    | 9.98 مليون               |
| عدد السكان (نسمة)                                         | 42.86 مليون                   | 35.70 مليون              |
| الكثافة السكانية (ن./كم²)                                 | 177.81                        | 3.58                     |
| العاصمة                                                   | كامبالا                       | أوتاوا                   |
| اللغة الرسمية                                             | لغة إنجليزية، اللغة السواحلية | لغة إنجليزية، لغة فرنسية |
| العملة                                                    | شيلينغ أوغندي                 | دولار كندي               |
| الناتج المحلي الإجمالي (بليون دولار)                      | 25.89 مليار                   | 1.65 تريليون             |
| الناتج المحلي الإجمالي (تعادل القوة الشرائية) بليون دولار | 72.25 مليار                   | 1.59 تريليون             |
| الناتج المحلي الإجمالي الاسمي للفرد دولار أمريكي          | 705                           | 43.25 ألف                |
| الناتج المحلي الإجمالي للفرد دولار أمريكي                 | 1.77 ألف                      | 45.07 ألف                |
| مؤشر التنمية البشرية                                      | 0.483                         | 0.913                    |
| رمز المكالمات الدولي                                      | +256                          | +1                       |
| رمز الإنترنت                                              | .ug                           | .ca                      |
| المنطقة الزمنية                                           | ت ع م+03:00                   |                          |

## منظمات دولية مشتركة
يشترك البلدان في عضوية مجموعة من المنظمات الدولية، منها:
| علم المنظمة | اسم المنظمة                               | تاريخ انضمام أوغندا | تاريخ انضمام كندا |
| ----------- | ----------------------------------------- | ------------------- | ----------------- |
|             | مؤسسة التنمية الدولية                     | 27 سبتمبر 1963      | 24 سبتمبر 1960    |
|             | الأمم المتحدة                             | 25 أكتوبر 1962      | 9 نوفمبر 1945     |
|             | منظمة التجارة العالمية                    | ?                   | ?                 |
|             | منظمة الشرطة الجنائية الدولية             | ?                   | ?                 |
|             | دول الكومنولث                             | ?                   | ?                 |
|             | المركز الدولي لتسوية المنازعات الاستشارية | 14 أكتوبر 1966      | 1 ديسمبر 2013     |
|             | الاتحاد الدولي للاتصالات                  | 8 مارس 1963         | 1 يوليو 1908      |
|             | الفريق المعني برصد الأرض                  | ?                   | ?                 |
|             | البنك الدولي للإنشاء والتعمير             | 27 سبتمبر 1963      | 27 ديسمبر 1945    |
|             | الاتحاد البريدي العالمي                   | ?                   | ?                 |
|             | منظمة حظر الأسلحة الكيميائية              | ?                   | ?                 |
|             | مؤسسة التمويل الدولية                     | 27 سبتمبر 1963      | 20 يوليو 1956     |
|             | البنك الإفريقي للتنمية                    | ?                   | ?                 |
|             | وكالة ضمان الاستثمار متعدد الأطراف        | 10 يونيو 1992       | 12 أبريل 1988     |
|             | يونسكو                                    | 9 نوفمبر 1962       | 4 نوفمبر 1946     |

## أعلام
هذه قائمة لبعض الشخصيات التي تربطها علاقات بالبلدين:
- كيث ماكوبويا (لاعب كرة قدم كندي، 26 يناير 1993[19] – )

## وصلات خارجية
- موقع وزارة الخارجية الأوغندية
- موقع وزارة الخارجية الكندية